# 武蔵コーポレーション
武蔵コーポレーション株式会社（むさしコーポレーション、英: MUSASHIcorporation）は、埼玉県さいたま市大宮区と東京都千代田区に本社を置く不動産会社。

## 事業内容
中古マンション・アパートを専門とする収益用不動産 による資産形成・資産保全のコンサルティング事業。
- 収益用不動産の売買
- アパート、マンションの仲介
- 賃貸アパート、マンションの管理
- 不動産投資についてのセミナーの開催[2]

## 沿革
- 2005年12月 - さいたま市浦和区にて有限会社武蔵コーポレーション設立。収益用不動産仲介事業を主業務とする。
- 2006年8月 - 収益用不動産売買事業を開始[1]。
- 2007年4月 - さいたま市中央区下落合に移転。
- 2008年
  - 3月 - マンスリーマンション事業を開始。
  - 9月 - さいたま市中央区上落合に移転。
  - 11月 - サブリース事業を開始。
- 2009年
  - 1月 - 賃貸管理事業を開始。
  - 12月 - ソニックシティビルに移転。
- 2010年
  - 6月 - テレビ埼玉にてCM放送開始。
  - 10月 - ソニックシティビル内にて増床。
- 2012年1月 - ソニックシティビル内にて増床。
- 2013年
  - 7月 - TX系「モーニングサテライト」にて全国放送CM開始。
- 2015年1月 - 東京支店開設。
- 2016年3月 - 東京本部開設。
- 2017年
  - 3月
    - 東京本部を移転。
    - 不動産特定共同事業法免許取得。

  - 10月
    - 中古物件で保証付き認証制度“ReBreath“の販売を開始。
    - 横浜支店、高崎支店開設。
- 2018年5月 - 本社を東京都千代田区丸の内に移転（登記上本店は変更せず）。
- 2019年
  - 3月 - 第32回優良企業表彰制度において「日本経済新聞社賞」受賞
  - 4月 - 浜松支店開設。
- 2023年8月 - 本社をソニックシティビルに戻したうえで旧本社を東京本社として2本社体制となる[3]。

## 支店
- 本社
  - 〒330-8669 埼玉県さいたま市大宮区桜木町1-7-5 ソニックシティビル21F
- 東京本社
  - 〒100-6229 東京都千代田区丸の内1-11-1 パシフィックセンチュリープレイス丸の内29階
- 横浜支店
  - 〒220-0011 神奈川県横浜市西区高島2-19-12 横浜スカイビル20F
- 高崎支店
  - 〒370-0841 群馬県高崎市栄町14-1 高崎イーストセンタービル5F
- 宇都宮支店
  - 〒321-0953 栃木県宇都宮市東宿郷4-2-24 センターズビルディング10F
- 浜松支店
  - 〒430-7712 静岡県浜松市中央区板屋町111-2 浜松アクトタワー12F
- 熊谷支店
  - 〒360-0037 埼玉県熊谷市筑波2-98 駅前パールビル6F
- 千葉支店
  - 〒260-0015 千葉県千葉市中央区富士見1-14-13 千葉大栄ビル8F

## 出演

### テレビ
- クローズアップ現代+「追跡！スルガ銀行問題　～超低金利時代の“闇”～」（2018年10月10日、NHK）
- ワールドビジネスサテライト「賃貸の常識が変わる！？ 戸建て賃貸住宅 続々登場…ナゼ？」（2022年8月23日、テレビ東京）

## スポーツ協賛
- サッカーJ1大宮アルディージャのトップパートナー
- プロ卓球チームT.T彩たまのトップパートナー
- プロバスケットボールチームさいたまブロンコスのスポンサー
- 東京大学のサッカー部、東京大学運動会ア式蹴球部のスポンサー

## 関連会社
- 武蔵コミュニティー株式会社
- 武蔵コンストラクション株式会社